# Генетичний мономорфізм
Генетичний мономорфізм — застаріла гіпотеза, згідно з якою всі гени в живому організмі поділяються на мономорфні (типові для всіх речників даного виду) та поліморфні (варіабельні й тим самим відповідальні за внутрішньовидову мінливість). Сформульована радянським генетиком Юрієм Алтуховим у 1970-х роках, але подальшого розвитку не отримала і у світлі сучасних даних може вважатися спростованою .

## Аналіз гіпотези

### Термінологія
Потрібно зазначити, що Ю.П. Алтухова не можна вважати автором терміна "мономорфізм", оскільки поняття поліморфних та мономорфних ознак сформулювали були популяційні генетики ще задовго до 1970-х .

### Зв'язок з іншими еволюційними моделями
Найбільш відмінною рисою гіпотези генетичного мономорфізму є принципове розділення механізмів мікроеволюції та макроеволюції, всупереч класичній синтетичній теорії, котра є градуалістичною і передбачає єдність останніх. Такі уявлення споріднюють припущення Алтухова з сальтаційними концепціями Де Фріза, Гольдшмідта та інших.

### Причини помилковості
Всі дані, які начебто свідчили на користь гіпотези генетичного мономорфізму, були отримані або методом білкового форезу , або RAPD , які обидва не дають жодної інформації про первинні послідовності амінокислот чи нуклеотидів, та допускають суб'єктивізм в інтерпретації результатів, а отже можуть слугувати лише як опосередковані методики.
Гіпотеза генетичного мономорфізму остаточно втратила свою актуальність у 1990-х, в епоху зародження геноміки. Дослідники отримували велику кількість інформації про послідовності ДНК та білків (включаючи повнорозмірні розшифровки геномів), але в спеціальній літературі не було повідомлень про відкриття будь-чого, що б нагадувало Алтуховську класифікацію.

## Використання креаціоністами
Хоча Алтухов на момент формулювання своєї гіпотези поділяв еволюційні погляди на розвиток життя , сучасний російський креаціоніст Сергій Вєртьянов взяв на озброєння його гіпотезу для атаки на еволюційну теорію в цілому . Попри некомпетентність Вєртьянова у біологчній проблематиці, його пропаганда має певний вплив на свідомість релігійних мас .